# Хайленд, Боунс
На’Шон Ли «Боунс» Хайленд (англ. Nah'Shon Lee "Bones" Hyland; род. 14 сентября 2000, Уилмингтон, Делавэр) — американский профессиональный баскетболист, выступающий в Национальной баскетбольной ассоциации за клуб «Миннесота Тимбервулвз». Играет на позициях атакующего и разыгрывающего защитника. На драфте НБА 2021 года он был выбран под 25-м номером командой «Денвер Наггетс».

## Профессиональная карьера

### Денвер Наггетс (2021—2023)
29 июля 2021 года Хайленд был выбран на драфте НБА 2021 года клубом «Денвер Наггетс», став первым задрафтованым выпускником Университета Содружества Виргинии за последние 11 лет. 15 января 2022 года Хайленд набрал рекордные для себя 27 очков, а также сделал 10 подборов в выигранном матче против «Лос-Анджелес Лейкерс».

### Лос-Анджелес Клипперс (2023—2025)
9 февраля 2023 года в результате четырёхстороннего обмена Хайленд перешёл в «Лос-Анджелес Клипперс». 10 апреля 2024 года в матче с «Финикс Санз», проигранном со счетом 108-124, Хайленд набрал рекордные в карьере 37 очков.
6 февраля 2025 года Хайленд и Теренс Мэнн были обменены в «Атланту Хокс» на защитника Богдана Богдановича и три выбора второго раунда драфта. На следующий день клуб отказался от него.

### Миннесота Тимбервулвз (2025—настоящее время)
27 февраля 2025 года Хайленд подписал двусторонний контракт с «Миннесота Тимбервулвз».

## Статистика

### Статистика в НБА
| Сезон                                                                                    | Команда  | Регулярный сезон | Регулярный сезон | Регулярный сезон | Регулярный сезон | Регулярный сезон | Регулярный сезон | Регулярный сезон | Регулярный сезон | Регулярный сезон | Регулярный сезон | Регулярный сезон | Серия плей-офф | Серия плей-офф | Серия плей-офф | Серия плей-офф | Серия плей-офф | Серия плей-офф | Серия плей-офф | Серия плей-офф | Серия плей-офф | Серия плей-офф | Серия плей-офф |
| Сезон                                                                                    | Команда  | GP               | GS               | MPG              | FG%              | 3P%              | FT%              | RPG              | APG              | SPG              | BPG              | PPG              | GP             | GS             | MPG            | FG%            | 3P%            | FT%            | RPG            | APG            | SPG            | BPG            | PPG            |
| ---------------------------------------------------------------------------------------- | -------- | ---------------- | ---------------- | ---------------- | ---------------- | ---------------- | ---------------- | ---------------- | ---------------- | ---------------- | ---------------- | ---------------- | -------------- | -------------- | -------------- | -------------- | -------------- | -------------- | -------------- | -------------- | -------------- | -------------- | -------------- |
| 2021/22                                                                                  | Денвер   | 69               | 4                | 19,0             | 40,3             | 36,6             | 85,6             | 2,7              | 2,8              | 0,6              | 0,3              | 10,1             | 5              | 0              | 17,3           | 36,1           | 34,8           | 85,7           | 2,0            | 3,2            | 0,2            | 0,0            | 9,2            |
| 2022/23                                                                                  | Денвер   | 42               | 1                | 19,5             | 39,9             | 37,8             | 86,6             | 2,0              | 3,0              | 0,7              | 0,3              | 12,1             | Не участвовал  | Не участвовал  | Не участвовал  | Не участвовал  | Не участвовал  | Не участвовал  | Не участвовал  | Не участвовал  | Не участвовал  | Не участвовал  | Не участвовал  |
| 2022/23                                                                                  | Клипперс | 14               | 0                | 19,0             | 40,1             | 35,1             | 75,0             | 3,5              | 3,4              | 0,8              | 0,1              | 10,8             | 5              | 0              | 16,5           | 34,1           | 25,0           | 80,0           | 0,8            | 0,8            | 0,8            | 0,2            | 8,6            |
| 2023/24                                                                                  | Клипперс | 37               | 5                | 14,6             | 38,6             | 32,6             | 78,3             | 1,5              | 2,5              | 0,7              | 0,1              | 6,9              | 3              | 0              | 4,0            | 42,9           | 20,0           | 100,0          | 0,7            | 1,3            | 0,0            | 0,0            | 3,7            |
|                                                                                          | Всего    | 162              | 10               | 18,1             | 39,8             | 36,1             | 84,4             | 2,3              | 2,8              | 0,7              | 0,2              | 10,0             | 13             | 0              | 13,9           | 35,6           | 29,2           | 85,7           | 1,2            | 1,8            | 0,4            | 0,1            | 7,7            |
| Наведите курсор мыши на аббревиатуры в заголовке таблицы, чтобы прочесть их расшифровку. |          |                  |                  |                  |                  |                  |                  |                  |                  |                  |                  |                  |                |                |                |                |                |                |                |                |                |                |                |

### Статистика в NCAA
| Сезон | Команда | Conf  | Class | GP | GS | MPG  | FG%  | 3P%  | FT%  | RPG | APG | SPG | BPG | PPG  |
| --- | ------- | ----- | ----- | -- | -- | ---- | ---- | ---- | ---- | --- | --- | --- | --- | ---- |
| 2019/20 | ВКУ     | A-10  | FR    | 31 | 9  | 20,6 | 43,3 | 43,4 | 66,7 | 2,2 | 1,8 | 0,8 | 0,3 | 9,0  |
| 2020/21 | ВКУ     | A-10  | SO    | 24 | 24 | 31,9 | 44,7 | 37,1 | 86,2 | 4,7 | 2,1 | 1,9 | 0,2 | 19,5 |
| Всего | Всего   | Всего | Всего | 55 | 33 | 25,5 | 44,1 | 39,9 | 82,7 | 3,3 | 1,9 | 1,3 | 0,3 | 13,6 |
| Наведите курсор мыши на аббревиатуры в заголовке таблицы, чтобы прочесть их расшифровку Статистика приведена с сайта sports-reference.com |         |       |       |    |    |      |      |      |      |     |     |     |     |      |